# Sean Teale
Sean Teale, född 18 juni 1992 i London, är en brittisk skådespelare.
Teale har bland annat medverkat i TV-serierna Reign (2014-2015) och Who is Erin Carter? från 2023. Han har även medverkat i filmen Rosaline från 2022.

## Filmografi (i urval)
- 2014–2015 – Reign (TV-serie)
- 2022 – Rosaline
- 2023 – Who is Erin Carter? (TV-serie)
- 2024 – Mother of the Bride